# New Hampshire (hönsras)
Det här är en artikel om hönsrasen New Hampshire. För fler artiklar med samma namn, se New Hampshire (olika betydelser).

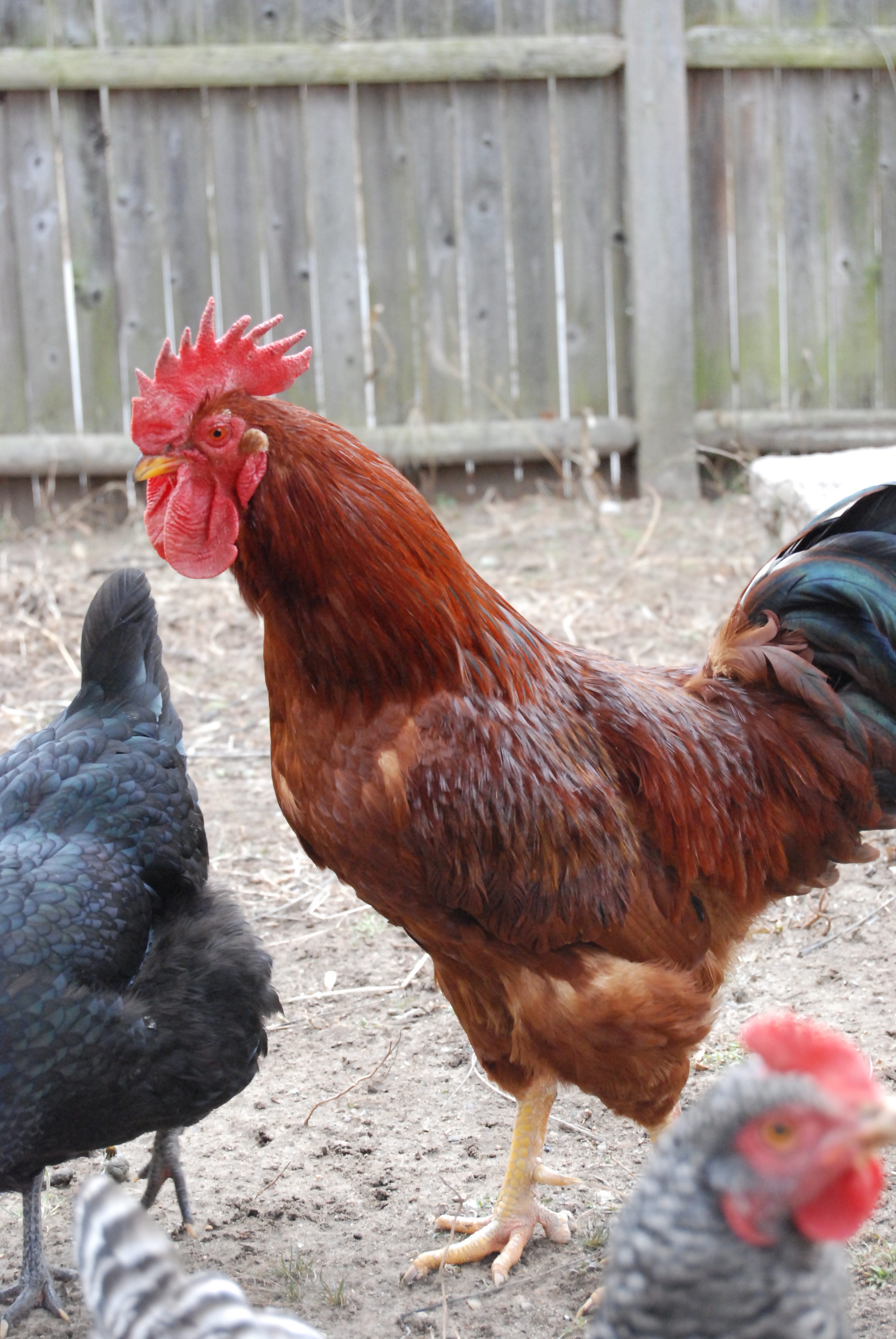
New Hampshire, tupp.

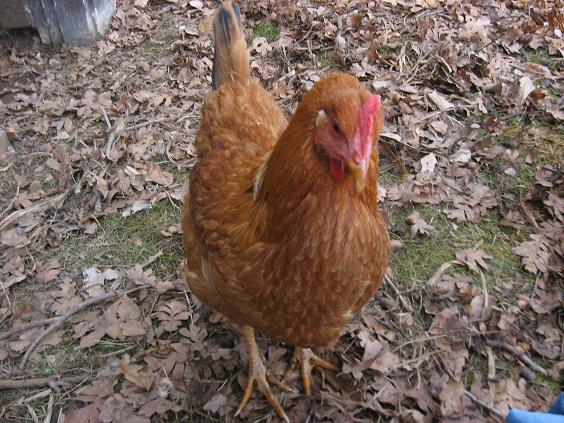
New Hampshire, höna.

New Hampshire är en tung hönsras från den amerikanska delstaten New Hampshire. Rasen avlades fram ur bland annat Rhode Island red på 1930-talet, i syfte att vara både en bra värpras och en bra köttras samtidigt som den även skulle vara snabbvuxen. Rasen finns även som dvärghöna, framavlad i Tyskland och USA. I Sverige har New Hampshire bland annat använts i gödkycklingsproduktion på 1950-talet.
Rasen finns i två färgvarianter, guldbrun och vit. En höna väger 2-2,2 kilogram och en tupp väger 3-3,5 kilogram. Vikten för dvärgvarianten är cirka 900 gram för en höna och omkring ett kilogram för en tupp. Äggen är bruna och äggvikten är ungefär 55 gram för stor ras och 40 gram för dvärgvarianten. Rasen har god befruktning av äggen. Hönorna är vanligen ovilliga att ruva och rasens ruvlust anses därför som dålig. 
New Hampshire har kraftiga och snabbvuxna kycklingar som blir fullt befjädrade tidigt. När hönorna är 5-6 månander gamla börjar de att värpa. 
Rasen är härdig och lugn av sig och är inte särskilt benägen att flyga.

## Färger
- Guldbrun
- Vit